# Eberhard Kirchberg
Eberhard Kirchberg (ur. 14 stycznia 1946, zm. 12 sierpnia 2022) – profesor analizy funkcjonalnej na Uniwersytecie Humboldtów w Berlinie zajmujący się teorią algebr operatorowych i ich klasyfikacją.

## Biografia
Wychowywał się we Freibergu w Niemieckiej Republice Demokratycznej. Studiował matematykę na Uniwersytecie Greifswald od 1964 do 1970 roku. Po pobycie naukowym na Uniwersytecie Warszawskim, obronił doktorat w Greifswaldzie w 1978 roku. Następnie pracował jako asystent naukowy w Instytucie Matematyki Akademii Nauk w Berlinie Wschodnim.
Mimo że nie kwestionował ustroju NRD publicznie, zyskał opinię dysydenta. W 1981 roku, podczas wyborów do Volkskammer NRD, został zwolniony z pracy. Od tej pory był stale ścigany przez władze i pozostawał bez pracy aż do 1988 roku. W tym czasie uczestniczył w manifestacjach organizowanych przez Kościół Protestancki. Ostatecznie, zmuszony do wyboru między wieloletnim więzieniem a wyjazdem do RFN.
Podczas bezrobocia Kirchberg kontynuował prace nad iloczynami tensorowymi C*-algebr. Jego badania, których wyniki to, na przykład, przeformułowanie problemu Connesa o włożeniu czy badanie dokładności C*-algebr, przyniosły mu uznanie i zaproszenia na liczne konferencje matematyczne.
W 1993 roku otrzymał profesurę na Uniwersytecie Humboldtów w Berlinie. W 1994 roku ogłosił przełomowe wyniki dotyczące klasyfikacji nuklearnych C*-algebr na Międzynarodowym Kongresie Matematyków w Zurychu. Odkrycia te wpłynęły na rozwój dziedziny i doprowadziły do klasyfikacji ważnej klasy prostych, nieskończonych, nuklearna C*-algebr, znanych obecnie jako algebry Kirchberga.